# 杨贤溢
杨贤溢（1914年10月28日—2006年），男，安徽怀宁人，中国水利专家，曾任长江科学院副院长，长江水利委员会总工程师。